# Mathematical Sciences Research Institute
Mathematical Sciences Research Institute (MSRI), fundado em 1982, é uma organização sem fins lucrativos e não governamental voltada para pesquisa em matemática. Entre seus fundadores incluem-se a Fundação Nacional da Ciência, diversas corporações e mais de 90 universidades e instituições de ensino. O instituto está localizado no campus da Universidade da Califórnia em Berkeley.

## Diretores
- 1982-1984 Shiing-Shen Chern
- 1984-1992 Irving Kaplansky
- 1992-1997 William Thurston
- 1997-2007 David Eisenbud
- 1 de agosto de 2007 — atualidade Robert Bryant